# 沃德旺
沃德旺（法語：Vaudevant，法語發音：[vodvɑ̃]）是法国阿尔代什省的一个市镇，属于罗讷河畔图尔农区。

## 地理
沃德旺（45°6'12"N, 4°37'8"E）面积12.46 平方千米，位于法国奥弗涅-罗讷-阿尔卑斯大区阿尔代什省，该省份为法国东南部内陆省份，北起顺时针与卢瓦尔省、伊泽尔省、德龙省、沃克吕兹省、加尔省、洛泽尔省和上盧瓦爾省接壤。
与沃德旺接壤的市镇（或旧市镇、城区）包括：帕亚雷斯、普雷欧、圣费利西安、圣维克托、萨蒂略。

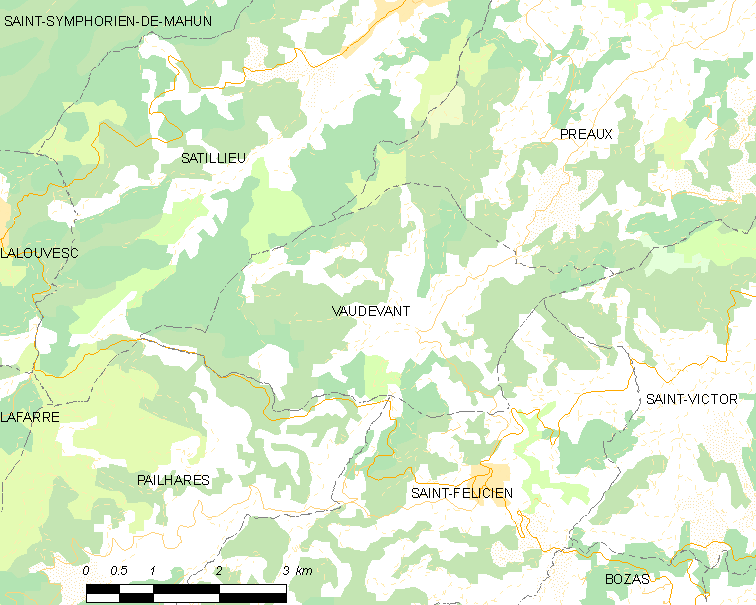
沃德旺的OSM定位图

沃德旺的时区为UTC+01:00、UTC+02:00（夏令时）。

## 行政
沃德旺的邮政编码为07410，INSEE市镇编码为07335。

## 政治
沃德旺所属的省级选区为上维瓦赖县。

## 人口

1962-2008年间沃德旺人口变化图示

沃德旺于2022年1月1日时的人口数量为218人。